# Либреску, Ливиу
Ливиу Либреску (18 августа 1930, Плоешти, Румыния — 16 апреля 2007, Блаксберг, Виргиния, США) — румынский, израильский и американский  специалист в области аэродинамики, профессор факультета технических наук и механики Виргинского политехнического института.
Еврей по происхождению, переживший Холокост. Пал жертвой массового убийцы, заслонив собой вход в аудиторию во время теракта в Виргинском политехническом институте, что позволило студентам покинуть её через окно — тем самым он спас жизнь двум десяткам человек. За проявленный героизм был посмертно награждён высшей государственной наградой Румынии — Орденом Звезды.

## Биография
Ливиу Либреску родился 18 августа 1930 года в еврейской семье в городе Плоешти (Румыния). После начала Второй мировой войны он был депортирован в трудовой лагерь в Транснистрии, а позднее, вместе со своей семьёй и тысячами других евреев, в гетто города Фокшаны.
После войны Либреску получил образование и стал признанным учёным у себя на родине. Он изучал аэродинамику в Политехническом университете в Бухаресте, окончил его в 1952 году, там же получил степень магистра. В 1969 году он получил докторскую степень (специализация — механика жидкости) в Румынской академии. С 1953 по 1975 работал исследователем в Бухарестском институте практической механики, позже — в Институте механики жидкости и Институте механики жидкости и аэрокосмических технологий при Академии наук Румынии.
Его карьера пошла под откос в 70-х годах, когда он отказался поклясться в верности коммунистической партии Румынии и был выгнан из Академии за свои симпатии к Израилю. Когда Либреску потребовал разрешения репатриироваться в Израиль, его уволили с работы. Через несколько лет премьер-министр Израиля Менахем Бегин лично обратился к президенту Румынии Николае Чаушеску с просьбой отпустить семью Либреску в Израиль. В 1978 году просьба была удовлетворена.
С 1979 по 1986 Либреску был профессором аэронавтики и механики в Тель-Авивском университете и преподавал в Израильском технологическом институте в Хайфе. Через семь лет он принял приглашение читать лекции в США в Виргинском политехническом институте, что и делал вплоть до своей смерти в 2007 году.

## Смерть
В возрасте 76 лет, 16 апреля 2007 года, Либреску стал одной из 32 жертв студента Чо Сын Хи, устроившего бойню в его институте. Он всячески препятствовал попыткам убийцы ворваться в учебную аудиторию, где проходила его лекция. Несмотря на то, что убийца выстрелил в него через дверь не менее 5 раз, Либреску смог удержать его до тех пор, пока большая часть студентов не покинула аудиторию. В Либреску попало пять пуль. Многие студенты позже заявили, что остались в живых лишь благодаря Либреску. Его сын, Джо, получил целый ряд электронных писем от студентов института, в которых те называли его отца героем. Церемония прощания с Либреску прошла 18 апреля 2007 года в Бруклине (Нью-Йорк); позже его тело, в соответствии с пожеланиями родственников, было перевезено в Израиль.
В тот же день президент США Джордж Буш почтил память Либреску на церемонии в Американском мемориальном музее Холокоста и заявил:

Сегодня мы видели ужас, но видели и акты мужества. Воплощением этого мужества стал профессор Ливиу Либреску. Когда преступник вознамерился войти в его класс, самоотверженный профессор заблокировал дверь своим телом, чтобы его студенты могли спастись. В день памяти жертв Холокоста профессор, переживший его, отдал свою жизнь, чтобы могли жить другие. И этим утром мы чтим его память и черпаем силы из его поступка.

## Книги
- Librescu, Liviu; Ohseop Song. Thin-walled composite beams: Theory and Application (англ.). — Дордрехт, Нидерланды: Springer, 2006. — ISBN 978-1-4020-3457-2.
- L. Librescu, Cederbaum, G.; Elishakoff, I., Aboudi, J. and Librescu, L. Random Vibrations and Reliability of Composite Structures (англ.). — Ланкастер-Базель: Technomic Publishing Co, 1992.
- Librescu, Liviu. Elastostatics and Kinetics of Anisotropic and Heterogeneous Shell-Type Structures (англ.). — Лейден: Noordhoff International, 1976. — ISBN 978-90-286-0035-5.
- Librescu, Liviu. Statica şi dinamica structurilor elastice anizotrope şi eterogene (рум.). — Бухарест: Editura Academiei Republicii Socialiste România, 1969.